# Sterculia alexandri
Sterculia alexandri é uma espécie de planta da família Sterculiaceae.
É endêmica para a África do Sul. A espécie está ameaçada pela perda de habitat.

## Source
- Hilton-Taylor, C. et al. 1998. Sterculia alexandri. 2006 IUCN Red List of Threatened Species.